# 2015 SHINHWA 17th ANNIVERSARY CONCERT - WE
《SHINHWA 17th ANNIVERSARY CONCERT - WE》(혹은 신화 17주년 콘서트)는 그룹 신화의 데뷔 17주년 콘서트 투어이다.

## 개요
2015년 1월 8일, 신화컴퍼니는 공식 홈페이지를 통해 신화 17주년 기념 콘서트 일정을 공개하였다. 이에 앞서 신화컴퍼니는 마찬가지로 공식 홈페이지를 통해 지난 1일에는 2015년 프로젝트 티저컷을 공개하고,5일에는 공식 팬클럽 신화창조 10기 모집을 예고하는 티저컷을 공개, 9일부터 30일까지 인터파크를 통해 신화창조 10기 회원을 모집하였다. 티켓 예매는 마찬가지로 인터파크를 통해 2월 11일에는 팬클럽 선예매가, 13일에는 일반 예매가 시작되었다. 신화는 2일간의 콘서트를 통해 2만 2천여명의 누적관객을 기록하였다.

## WE_SHINHWA
2015년 6월 24일, 신화컴퍼니는 공식 홈페이지를 통해 신화 17주년 기념 아시아 투어의 대미를 장식하는 2일간의 앙코르 콘서트 일정을 공개하였으며 티켓 예매는 마찬가지로 인터파크를 통해 7월 6일에는 팬클럽 선예매가, 8일에는 일반 예매가 시작되었다. 준미디어와의 상표권 명의 이전 완료에 따른 신화 상표권 양도 합의 이후 최초로 개최된 2일간의 본 콘서트를 통해 2만 2천여명의 누적관객을 기록하였다.

## 그 외

### 중국 측의 계약 위반 소송
2015년 5월 27일, 신화컴퍼니는 중국 현지 프로모션 회사인 란천과 뤠이양으로부터 그룹 신화와 신컴엔터테인먼트에게 북경 콘서트 계약 위반에 대한 책임을 묻겠다는 소송에 관한 내용이 언론을 통해 기사화되었다. 신화 측은 중국 투어와 관련해 한신엔터테인먼트와 계약을 체결했고, 란천과 뤠이양과는 직접적인 계약 문제가 없기 때문에 당혹스러운 입장을 표했다. 이와 관련해 신화 측은 "고의적으로 신화라는 아티스트의 이름을 악용하고 한류스타로서의 이미지를 흠집내어 훼손하고자 한 것으로 판단되며 이에 대해 강경한 법적 대응에 나설 것"이라고 밝혔다. 앞서 란천과 뤠이양은 한신엔터테인먼트와 신화, 신화컴퍼니를 상대로 계약위반을 이유로 22억원에 해당하는 위약금 지불을 요청하는 소송을 제기한 바 있으며 이들은 "한신엔터테인먼트가 계약을 위반하고 신컴엔터테인먼트, 신화와 연합해 약정을 변경하고 제3의 회사를 통해 공연 업무를 집행하려고 했다"라고 주장하고 있는 것으로 알려졌다.

## 투어 일정
| 일정            | 도시 | 국가     | 장소                         | 관객 동원     |
| --------------- | ---- | -------- | ---------------------------- | ------------- |
| 2015년 3월 21일 | 서울 | 대한민국 | 올림픽체조경기장             | 통산 22,000명 |
| 2015년 3월 22일 | 서울 | 대한민국 | 올림픽체조경기장             | 통산 22,000명 |
| 2015년 5월 9일  | 상해 | 중국     | 메르세데스 벤츠 아레나       | 15,000명      |
| 2015년 5월 16일 | 대북 | 대만     | 남강전람관                   | 10,000명      |
| 2015년 6월 20일 | 남경 | 중국     | 올림픽 중심 체육관           | 10,000명      |
| 2015년 6월 27일 | 북경 | 중국     | 마스터 카드 센터             | 12,000명      |
| 2015년 7월 11일 | 대련 | 중국     | 중승 문화 중심 센터          | 10,000명      |
| 2015년 8월 22일 | 서울 | 대한민국 | 올림픽체조경기장(WE_SHINHWA) | 통산 22,000명 |
| 2015년 8월 23일 | 서울 | 대한민국 | 올림픽체조경기장(WE_SHINHWA) | 통산 22,000명 |

## 세트 리스트
- Opening VCR - 
- T.O.P (Twinkling Of Paradise)
- Perfect Man
- 마네킹 (Mannequin)

- Ment -
- On The Road
- Hurts
- 아는 남자 (Be Your Man)
- New Me

- VCR #2 -
- White Shirts
- Don't Cry
- Alright

- Ment -
- I'm In Love
- I Pray 4 U
- 사랑 노래 (Love Song)

- VCR #3 -
- Wild Eyes
- This Love
- Hey, Come On!

- Ment -
- Give It 2 Me
- Jam #1
- Venus_Rearranged

- VCR #4 -
- 표적 (Sniper)
- Brand New

- Ment -
- MEMORY
- Once In A Lifetime

- Encore -
- Stay
- 으쌰! 으쌰!

- Band & Dancer Introduction -
- 표적 (Sniper)_Part Change Ver.[11][12]
- Yo! (악동보고서)

- Ending-

- Opening VCR - 
- T.O.P (Twinkling Of Paradise)
- Perfect Man
- 마네킹 (Mannequin)

- Ment -
- On The Road
- Hurts
- 아는 남자 (Be Your Man)
- New Me

- VCR #2 -
- White Shirts
- Don't Cry

- Ment -
- I'm In Love
- I Pray 4 U

- VCR #3 -
- Alright
- This Love

- Ment -
- Give It 2 Me
- Jam #1
- Venus_Rearranged

- VCR #4 -
- 표적 (Sniper)
- Hey, Come On!
- Brand New

- Ment -
- MEMORY
- Once In A Lifetime

- Encore -
- 으쌰! 으쌰!

- Band & Dancer Introduction -
- Yo! (악동보고서)

- Ending-

- Opening VCR -
- 표적 (Sniper)
- Venus
- Shooting Star

- Ment -
- Time Machine
- Be My Love
- 으쌰! 으쌰!

- VCR #2 -
- 흔적 (Destiny Of Love)
- Don't Cry
- 아는 남자 (Be Your Man)

- Ment -
- T.O.P (Twinkling Of Paradise)
- Perfect Man
- Hey, Come On!

- VCR #3 -
- 고양이
- Alright

- Ment -
- Give It 2 Me
- Jam #1
- How Do I Say_Rock & Roll Ver.
- Stay (Sampling By 'Wa')

- VCR #4 -
- This Love
- Brand New

- Ment -
- On The Road
- MEMORY

- Encore -
- 2gether 4ever

- Ment -
- Venus_Rearranged
- Yo! (악동보고서)

- Ending-

## 제작
- 주최/주관 : CJ E&M
- 후원 : 신화컴퍼니, 인터파크

## 관련 디스코그래피

### DVD
| 종류 | DVD 정보 |
| ---- | --- |
| DVD  | 2015 SHINHWA 17th ANNIVERSARY CONCERT "WE" DVD - 발매일 : 2015년 11월 25일 - 수록 : 서울 올림픽체조경기장 (2015년 3월 21일 ~ 3월 22일) |

| 종류 | DVD 정보 |
| ---- | --- |
| DVD  | 2015 SHINHWA 17TH ANNIVERSARY FINALE CONCERT "WE_SHINHWA" DVD - 발매일 : 2016년 3월 24일 - 수록 : 서울 올림픽체조경기장 (2015년 8월 22일 ~ 8월 23일) |

## 수상 경력
| 연도   | 수상 내역                                       |
| ------ | ----------------------------------------------- |
| 2015년 | - 제11회 《골든티켓어워즈》 국내콘서트 뮤지션상 |